# Гаврилова, Анастасия Павловна
Гаври́лова Анастаси́я Па́вловна — российский дизайнер, художник и изобретатель. (род. 18 марта 1986, Алма-Ата, СССР). Обладатель более 35 профессиональных наград в области дизайна и изобразительного искусства, в т. ч. A’Design Award (золото, серебро), European Product Design Award (серебро), James Dyson Award (1-е место в России), Salone Satellite Award (2-е место) и др. Лауреат I степени Российской Премии Искусств.  Её работы опубликованы в профильных международных книгах, многократно упоминаются как в российских, так и в зарубежных СМИ.

## Биография и деятельность
Родилась 18 марта 1986 года в городе Алма-Ате респ. Казахстан. В 1993 году, после распада СССР вместе с родителями переехала в Россию. Училась в художественной гимназии № 35 города Ростова-на-Дону. В 2010 году окончила Академию Архитектуры и Искусств Южного Федерального Университета.
В 2010 году, в результате победы на всероссийском конкурсе «Русский Дизайн» получила грант на обучение в Британской Высшей Школе Дизайна. В 2011 году переехала в Москву и основала студию «Gavrilova Design», специализирующуюся на дизайне общественных и частных интерьеров.
Осенью 2011 года, как победитель международного конкурса дизайна «Space and the Future of Humanity» (Чехия), присутствовала при запуске космического корабля с экипажем МКС на борту.
В 2013 году совместно со своим супругом Рафаэлем Гайнуллиным основала лабораторию инновационного промышленного дизайна «A.R.NOVATE», проекты которой получили широкое международное признание (см. ниже «Награды» и «Упоминания в СМИ»). Наибольшую известность получил проект «PEGTOP Cup» (Чашка-Юла). В рамках изобретательской деятельности Анастасия Гаврилова стала автором и обладателем нескольких патентов. Участвовала в крупнейших мировых выставках дизайна и изобразительного искусства (см. ниже «Выставки»).
В 2014 году запустила один из первых успешных российских краудфандинг-проектов в сфере инновационного дизайна. В связи с этим в декабре 2014 была приглашена в Государственную Думу РФ на заседание Комиссии по поддержке инновационной деятельности и совершенствованию законодательства, направленного на привлечение инвестиций в инновационный сектор экономики.
После рождения дочери Анастасия начала активную деятельность в области изобразительного искусства. Работает в трех собственных авторских техниках живописи. В 2019 году её художественные работы были отобраны международными экспертами для выставок в парижском Лувре, а также в галерее «Amsterdam Whitney» (Нью-Йорк). В этом же году она попадает в избранную коллекцию крупнейшей онлайн-галереи «Saatchi Art».
В 2019 году по решению экспертной коллегии стала резидентом журнала «Русская Галерея XXI век».
В 2021 году Анастасия Гаврилова стала лауреатом I степени Российской Премии Искусств, набрав максимальное количество баллов сразу в двух номинациях: «Абстрактная живопись» и «Экспериментальная живопись. Новейшие течения».
Вела авторские курсы и лекции в Международной Школе Дизайна. Активно занимается популяризацией дизайна и искусства, стремясь сделать их доступными максимальному количеств людей. В 2021 году написала книгу «Сам себе дизайнер: Как самостоятельно создать свой уникальный интерьер» и приняла участие в записи ее аудиоверсии..

## Награды

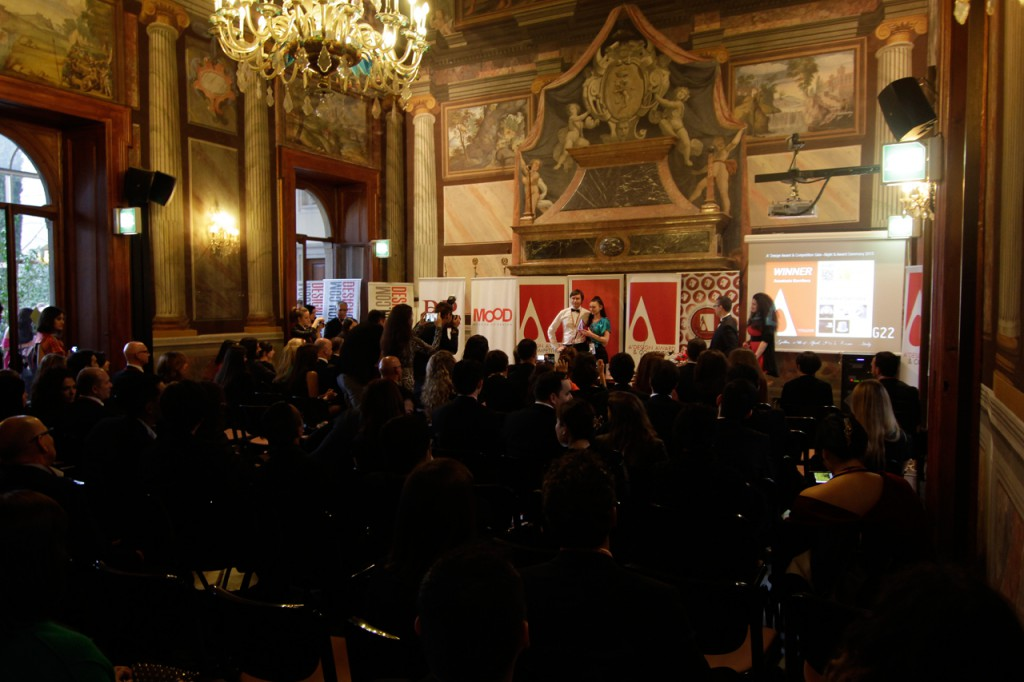
Церемония награждения международной премии A 'Design Award 2015 (Комо, Италия). В центре Анастасия Гаврилова и Рафаэль Гайнуллин.

#### В области дизайна и архитектуры
- James Dyson Award — 1-е место в России, 2013[4][5];
- А’Design Award (Милан) — Золото[23] и Серебро[24], 2015, 2019;
- European Product Design Award[25] (Брюссель) — 2 серебряные награды за 2 проекта, 2018[2][3];
- Salone Satellite[26] (выставка-конкурс при Миланской мебельной выставке) — 2-е место, 2016[6];
- Design and Design International Award (Париж) — 12 проектов были награждены премией и опубликованы в книге «DESIGN Book of the Year» в 2012, 2013, 2014 годах[27];
- Top Design Selection[28] (Милан) — 4 проекта были награждены премией и опубликованы в книге «Top Design», 2016[29];
- SPACE and FUTURE of Humanity — лауреат, 2011[9];
- Лучший промышленный дизайн России — 2-е место в номинации «Дизайн-прототип», категория «Мебель и предметы интерьера», 2023[30];
- Русский дизайн[31] — 2-е место, 2010[8];
- Pinwin: Конкурс на редизайн ресторана «Spettacolo» — 1-е место, 2013[30];
- SEASONS tech — 3-е место, 2019[32];
- Биеннале дизайна «Модулор»[33] —  3-е место в профессиональной категории, 2013[34];
- Дизайн Дебют[35] — Победитель 2012[36];
- Конкурс «Ресторан XXI века» при выставке «PIR EXPO»[37] — победитель в номинациях «Самая актуальная концепция» и «Самое стильное решение», 2011;
- Конкурс архитектуры и дизайна «Новый МИР»[38] — отобрана в качестве участника проектной группы рекреационного ландшафтного парка «Бежин луг XXI век», 2013;

и др.

#### В области изобразительного искусства
- Art Week in Czech Republic (Прага) — 1-е место, 2020[39];
- Art Week in China (Пекин) — 2-е место, 2019;
- Art Week Italy – La mostra dell’arte del plein air (Анцио) — 1-е место, 2019[40];
- Austrian Art Week (Вена) — 3-е место, 2020[41];
- Российская Премия Искусств (Москва) — Лауреат I степени в номинации «Экспериментальная живопись — новейшие течения» — 2021[7];
- Российская Премия Искусств (Москва) — Лауреат I степени в номинации «Абстрактная живопись» — 2021[7];
- Российская Неделя Искусств (Москва) — 1-е место в категории «Профессионалы», номинация «Эксперимент», 2021[42];
- Российская Неделя Искусств (Москва) — 2-е место в категории «Профессионалы», номинация «Абстрактный экспрессионизм», 2021[42];
- Санкт-Петербургская Неделя Искусств — 1-е место в категории «Профессионалы», номинация «Абстрактный экспрессионизм», 2020[43];
- Санкт-Петербургская Неделя Искусств — 3-е место в категории «Профессионалы», номинация «Абстрактный экспрессионизм», 2019[44];
- Международный фестиваль «Арт-Любовь» (Москва) — 2-е место в категории «Профессионалы», номинация «Эротика в произведениях живописи. Силуэт», 2020[45];
- ABSTRACTUM - Международный Фестиваль Абстракции в Италии (Кальтаджироне) — 3-е место в категории «Профессионалы», номинация «Неоэкспрессионизм», 2019[46];
- Международный фестиваль портретного мастерства "Арт-Портрет” (Москва) — 2 работы заняли 3-е место в категории «Профессионалы», номинация «Портрет в авангардной манере», 2019[47]

и др.

## Выставки (основные)

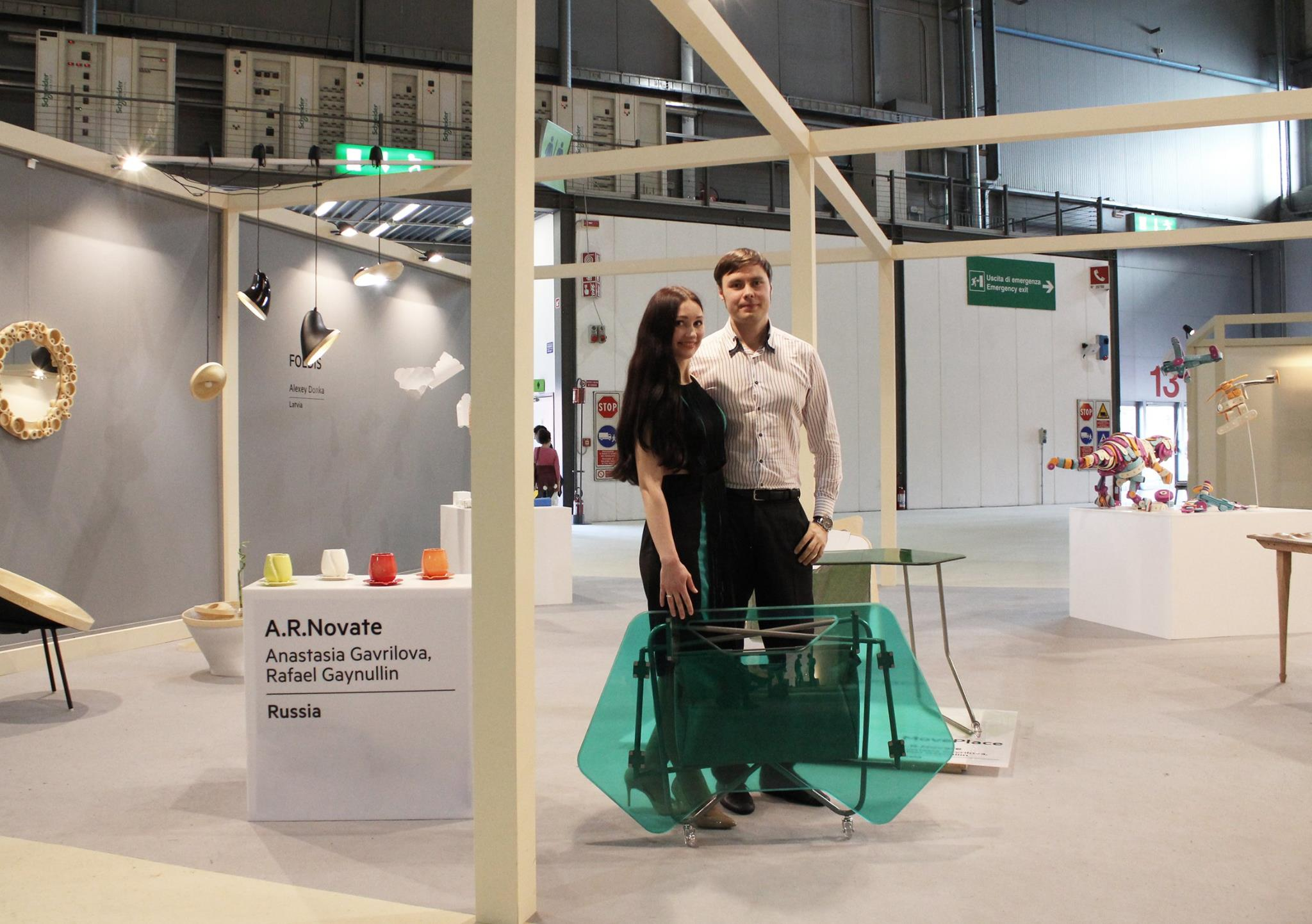
Анастасия Гаврилова на выставке iSaloni (Salone del Mobile Milano), Милан, 2016 год.

#### В области дизайна
- Сентябрь 2012, 2013, 2014 — «Московская Неделя Дизайна», г. Москва, Россия[48];
- Апрель 2014 — «Milano Design Week — Ventura Lambrate»), г. Милан, Италия[49];
- Сентябрь 2014 — «Beijing Design Week», г. Пекин, Китай;
- Июль 2014 — «ИННОПРОМ», г. Екатеринбург, Россия[50];
- Апрель 2015, 2016 — «iSaloni. Salone del Mobile Milano», г. Милан, Италия[51];
- Апрель 2015 — «Museum Of Outstanding Design», г. Комо, Италия[52];
- Август 2015 — «Coletivo Brasil Design Exhibition», г. Сан-Паулу, Бразилия;
- Октябрь 2015 — «Prime Design Hub Exhibition», г. Дублин, Ирландия[53];
- Ноябрь 2015 — «Shenzhen International Industrial Design Fair», г. Шэньчжэнь, Китай;
- Апрель 2016 — «40 x 40 Exhibition Santander», г. Сантандер, Испания

и др.

#### В области изобразительного искусства
- Май 2019, «Art Shopping», Лувр, г. Париж, Франция[20];
- Октябрь-ноябрь 2019, «AMSTERDAM WHITNEY GALLERY», г. Нью-Йорк, США[54];
- Октябрь 2020, «BE**PART — Atelier MONTEZ», г. Рим, Италия[55]

и др.

## Упоминания в СМИ

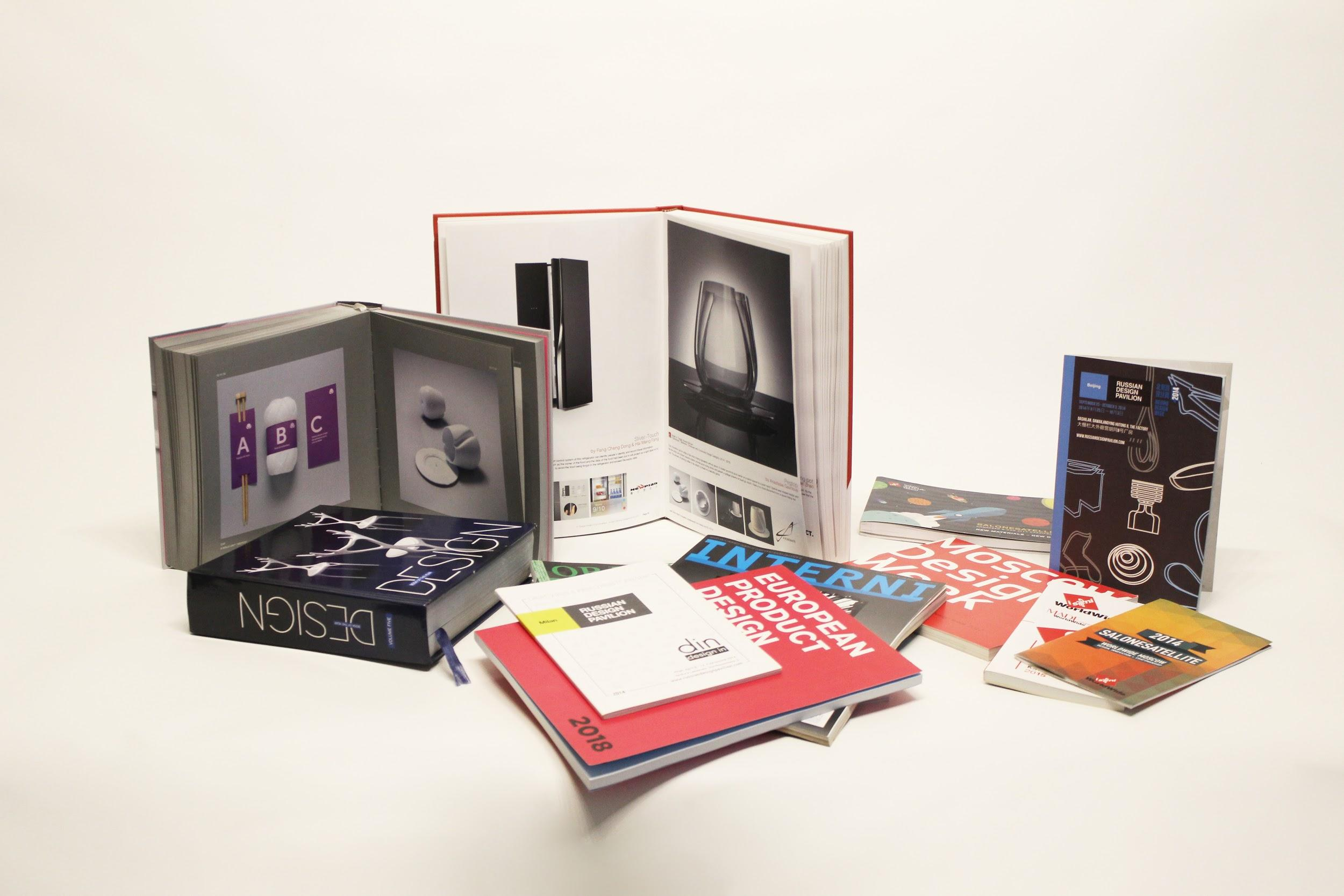
Профильные книги, журналы и каталоги с работами Анастасии Гавриловой.

#### Телевидение и радио
- Россия-1 / «Вести» (20 октября 2013) – Репортаж о Московской Неделе Дизайна 2013 с участием Анастасии Гавриловой;
- Первый канал / «Идеальный ремонт» (04 июня 2016) – Репортаж о выставке iSaloni с участием Анастасии Гавриловой, а также использование ее дизайнерских предметов в проекте для актрисы Татьяны Лютаевой (с 10-й минуты);
- RT / «News» (11 января 2015) – Russian startups: There is no spoon and a health app breakthrough;
- НТВ / «Квартирный вопрос» (2015) – Мастер-класс Анастасии Гавриловой по созданию дизайнерского светильника;
- Культура / «Новости культуры» (15 октября 2014) – Репортаж о Московской Неделе Дизайна 2014 с участием Анастасии Гавриловой;
- НТВ / «Анатомия дня» (03 февраля 2015) – Репортаж о российских стартапах с участием Анастасии Гавриловой (с 21 минуты);
- НТВ / «Чудо техники» (02 ноября 2014) – 2-е место в хит-параде новостей (с 26-й минуты);
- Студия-41 / «Новости» (11 июля 2014) – Репортаж о выставке «INNOPROM» с участием Анастасии Гавриловой;
- Москва 24 / «Афиша» (21 июля 2014) – Репортаж о премии «James Dyson Award» с участием Анастасии Гавриловой;
- Москва 24 / «Познавательный фильм» (26 октября 2013) – «Дизайнеры» с участием Анастасии Гавриловой;
- Вести FM / «Авторские материалы» (9 февраля 2016, 16:30) – Один из приглашенных экспертов в программе «Тумбочка с Шишкиным, или арт-объект как мещанский китч».

#### Книги
- «DESIGN Book of the Year v.5», Marc Praquin, ISBN 9788415308416 – стр. 05.04, 11.08, 28.11;
- «DESIGN Book of the Year v.7», Marc Praquin, ISBN 9782954693019 – стр. 01.02, 21.10, 22.10, 13.11, 06.12, 17.12;
- «Top Design – Volume 1», Andrea Ciappesoni, 2016, ISBN 9788892652668;
- «Design For 2015», EAN 9788868740832 – стр. 148–149;
- «A’Design Award Winner Designs 2014 – 2015», ISBN 9788897977339 – стр. 46;
- «A’Design Award Winner Designs 2018 – 2019», ISBN 9788897977308 – стр..

#### Зарубежные журналы и интернет-издания
- GIZMODO (США), 23 ноября 2012 – Spin This Brilliant Ridged Mug and It Automatically Stirs Itself;
- IFDM (Италия), 15 октября 2015 – SaloneSatellite Moscow 2015. The poetry behind a design project;
- IFDM (Италия), 16 апреля 2016 – Design that moves the world;
- Raum und Wohnen (Швейцария), ISSN 1422-8491, 2016 (№5), стр. 100 – «EXTRA – Salone Satellite»;
- WOW! Webmagazine (Италия), 22 апреля 2016 – The 10 most innovative tables;
- Russia Beyond, 25 июля 2014 – Inspiration leads to innovation: 3 inventions by young Russian designers;

#### Российские журналы и интернет-издания
- Коммерсантъ, 17 июня 2014 – Изобретатели легкости;
- The Village, 25 декабря 2015 – Российские дизайнеры — о том, почему их предметы столько стоят;
- The Village, 2 мая 2016 – Российские дизайнеры выбирают самые интересные предметы с конкурса SaloneSatellite;
- The Village, 2 февраля 2015 – Эксперты — о новой коллекции мебели, посвящённой русским художникам;
- Русская галерея XXI век (Russian gallery. XXI c.), 2019 (№6), стр. 56—59 – Гармоничность единства цвета и динамики в творчестве Анастасии Гавриловой;
- Наука и Жизнь, 4 декабря 2019 – Акселератор SEASONS tech стал точкой приложения нашего потенциала и местом для роста и развития;
- Популярная Механика, 3 июля 2015 – Лекция «Искусство изобретать: Как стать изобретателем?»;
- OBJECT (Россия), ISSN 2073-7076, 2013 (№19), стр. 44 – Design Points;
- Archilenta.ru, 24 октября 2015 – Победители SaloneSatellite WorldWide Moscow 2015;
- Designet.ru, 05 ноября 2015 – Победители 11-го конкурса SaloneSatellite WorldWide Moscow 2015;
- INTERNI (Россия), ISSN 2224-1590, декабрь-январь 2014/2015, стр. 31 – Interniews Выставка;
- INTERNI (Россия), ISSN 2224-1590, декабрь-январь 2015/2016, стр. 34–35  – Идеи молодых;
- Журнал SNC, ISSN 1994-828X, декабрь-январь 2013/2014, стр. 176–179 – Moscow Design Week;
- OBJECT (Россия), ISSN 2073-7076, 2014 (№23), стр. 43 – Design Points;
- Hi home, 2015 (№113), стр. 30 – Вещь номера: MovePlace;
- Hi home, 2016 (№117), стр. 19 – 22 – iSaloni 2016: сложная геометрия, «простые» материалы и припыленные тона;
- INTERIORS the best, 2015, №11, 12;
- DESIGNERS from Russia – Русские дизайнеры: «Придумано и сделано в России;
- Мебельщик – журнал для профессионалов, 2016 (№2), стр. 21 – Мобильные и демократичные;
- Стольник, 2015 (№166), стр. 229–232 – На всеобщее обозрение;
- Хабр, 21 августа 2015 – Cup PEGTOP (Чашка-Юла) – забавный предмет или убийца чайных ложек?